# Laxiwa-Talsperre
Die Laxiwa-Talsperre am Gelben Fluss, die auch Longyang Gorge Dam genannt wird, ist in der chinesischen Provinz Qinghai in Bau. Die Talsperre wird mit 250 m Höhe nach der ebenfalls in Bau befindlichen Xiaowan-Talsperre die zweithöchste in China sein. (Die Staumauer des Drei-Schluchten-Projekts ist mit 110 m deutlich niedriger.) Zwei weitere große Talsperren sind in China in Planung: Jinping I und Xiluodu.
Das Wasserkraftwerk wird mit 4200 MW installierter Kapazität das größte am Gelben Fluss sein. Mit sechs Turbinen von je 650 MW sollen jährlich 10,23 TWh erzeugt werden. Damit soll der Spitzenverbrauch im Stromnetz Nordwest-Chinas gedeckt werden.
Die Staumauer ist eine doppelt gekrümmte Bogenstaumauer in einem relativ engen Tal. Die Auslässe der Hochwasserentlastung gehen durch die Staumauer. Das Kraftwerk ist in einer unterirdischen Kaverne am rechten Ufer untergebracht.